# Ballyfermot

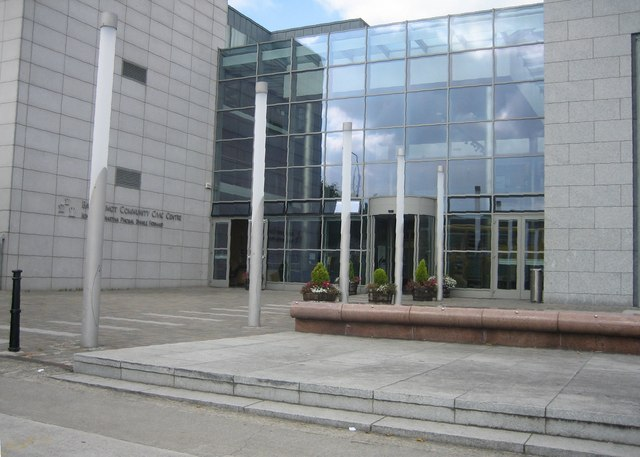
Ballyfermot

Ballyfermot (Baile Formaid en irlandés) es un suburbio predominantemente de clase obrera en el sudeste de Dublín, Irlanda. Pertenece al distrito postal 10. Se encuentra aproximadamente a 7 kilómetros del centro de la ciudad y justo al sur del Parque Fénix. Es fronterizo con Chapelizod (famoso por creerse el lugar donde vivió la bella Isolda de Irlanda) al norte y al sur con Walkinstown. Cuenta con amplias zonas verdes, muchas de ellas valladas a fin de poder dejar caballos descansando después de una cabalgata. La calle Le Fanu debe su nombre al escritor de historias de fantasmas del siglo IX Sheridan Le Fanu. La calle más conocida es Kylemore Road en la cual se encuentran grandes compañías y agencias industriales. Otros suburbios colindantes son inchicore, Palmerstown, Clondalkin, Neilstown y Bluebell.

## Toponimia
Su nombre deriva del gaélico antiguo para ciudad de Dermot, Baile Formaid, que se nombró así por un terrateniente llamado Dermot Mac Giolla Mocholmog, el cual vivió ahí alrededor del primer milenio. Los Mac Giolla Mocholmog fueron una antigua secta que gobernó la barriada de Ui Dunchada, los cuales cubrieron la mayoría de la baronía medieval de Newcastle. Se extendieron a través del suroeste de Dublín, desde el río Liffey hasta el noroeste de Wicklow. La secta poseía celebrada influencia en actividad comercial dentro y alrededor de la ciudad de Dublín.

## Historia
En el siglo XII, vivió la expansión Cambro-Normanda del este desde Pembroke en el sur de Gales hasta Leinster. Los caballeros llegaron puntualmente en 1169 como aliados de Dermot MacMurrough y se dirigieron hacia la provincia de Meath capturando la ciudad danesa de Dublín.
Los caballeros Cambro-normandos obtuvieron posesiones en Ballyfermot a través de concesiones feudales y exogamia. Algunos nombres familiares asociados a la zona Este de Dublín de estos tiempos son: O'Cathasaidhe, Fitzwilliam, Le Gros (Large), O'Dualainghe, Tyrell, O'Hennessy, O'Morchain, Dillon, O'Kelly, De Barneval (Barnewall), y Newcomyn (Comyn).
El castillo de Ballyfermot lo construyó Wolfram De Barneval en el siglo XIV como fortaleza contra los formidables O'Byrnes y O'Tooles, los cuales eran parientes de Mac Giolla Mocholmog, y por esa época se habían casado con normandos y se les llamaba FitzDermot. Las familias irlandesas gaélicas se habían incomodado desde sus territorios aborígenes de los alrededores de Naas y fueron conducidas hacia las colinas wooded. Al contrario de sus parientes FitzDermot, no se integraron con los normandos irlandeses. A menudo invadían, arrasaban y quemaban cabañas locales desde sus inaccesibles campamentos de las colinas.